# マリアーノ・イン・トスカーナ
マリアーノ・イン・トスカーナ（伊: Magliano in Toscana）は、イタリア共和国トスカーナ州グロッセート県にある、人口約3,300人の基礎自治体（コムーネ）。

## 地理

### 位置・広がり

#### 隣接コムーネ
隣接するコムーネは以下の通り。
- グロッセート
- マンチャーノ
- オルベテッロ
- スカンサーノ

### 気候分類・地震分類
マリアーノ・イン・トスカーナにおけるイタリアの気候分類 (it) および度日は、zona D, 1699 GGである。
また、イタリアの地震リスク階級 (it) では、zona 4 (sismicità molto bassa) に分類される。